# Puskadal
A Puskadal egyike a sok Rákosi-korszakban írt mozgalmi katonadaloknak.
Szerzői Grabócz Miklós és Kapuvári Béla.

## Szövege
Jó időben, rossz időben

Hordom kedves fegyverem.

Összeszoktunk és azóta

Egyre jobban kedvelem.
Hejj, te puska, puska vagy!

Nem csinos kis fruska vagy!

Mégis épp oly drága vagy nekem, hejj,

Mint a szívszerelmesem.
Hogyha puskám rendben tartom,

Tisztítom és zsírozom,

Jobbra sem hord, balra sem hord,

Pont a célba vág golyóm.
Hejj, te puska, puska vagy!

Nem csinos kis fruska vagy!

Cserben engem nem hagynál tudom, hejj,

Benned bátran bízhatom.
Ellenségünk bőre viszket,

Bandájával lesben áll.

Rárohanna szép hazánkra,

Csak parancsra, jelre vár.
Hejj, te puska, puska vagy!

Nem csinos kis fruska vagy!

Bárki lépné át e szent határt, hejj,

Tudja meg, szavad halál!